# Maradu
Maradu é uma vila no distrito de Ernakulam, no estado indiano de Kerala.

## Demografia
Segundo o censo de 2001, Maradu tinha uma população de 40 993 habitantes. Os indivíduos do sexo masculino constituem 50% da população e os do sexo feminino 50%. Maradu tem uma taxa de literacia de 85%, superior à média nacional de 59,5%: a literacia no sexo masculino é de 87% e no sexo feminino é de 83%. Em Maradu, 11% da população está abaixo dos 6 anos de idade.